# Ectoedemia argyropeza
Ectoedemia argyropeza  là một loài bướm đêm thuộc họ Nepticulidae. Nó là loài phân bố rộng rãi. Nó được tìm thấy ở hầu hết châu Âu, cũng như Bắc Mỹ. Ở Nga, nó được tìm thấy ở Leningrad, Moscow, Kaluga, Tatarstan và Kalinigrad. Nó cũng được tìm thấy ở đông bắc Trung Quốc.
Sải cánh dài 7 mm. Con trưởng thành bay từ tháng 5 đến tháng 6. Ấu trùng ăn Populus tremula và Populus tremuloides (ssp. downesi). Chúng ăn lá nơi chúng làm tổ.

## Phụ loài
- Ectoedemia argyropeza argyropeza
- Ectoedemia argyropeza downesi Wilkinson và Scoble, 1979 (North America)